# Beinn Suidhe
Beinn Suidhe är ett berg i Storbritannien.   Det ligger i kommunen Argyll and Bute och riksdelen Skottland, i den nordvästra delen av landet, 600 km nordväst om huvudstaden London. Toppen på Beinn Suidhe är 675 meter över havet, eller 279 meter över den omgivande terrängen. Bredden vid basen är 4,5 km.
Terrängen runt Beinn Suidhe är huvudsakligen kuperad.Runt Beinn Suidhe är det mycket glesbefolkat, med 2 invånare per kvadratkilometer. Närmaste större samhälle är Dalmally, 13,5 km söder om Beinn Suidhe. I omgivningarna runt Beinn Suidhe växer i huvudsak blandskog.